# Ліса Мітчелл
Ліса Мітчелл (англ. Lisa Mitchell; 22 березня 1990, Кентербері, Кент, Велика Британія) — австралійська співачка та авторка пісень.
У 3-річному віці разом з батьками переїхала в місто Олбері, Новий Південний Уельс, Австралія. Її дебют — пісня «Said One To The Other» принесла їй популярність в австралійському iTunes, після чого вона отримала контракт з Sony/ATV Music Publishing у Лондоні в 2007. З 2008 працювала в Британії над своїм дебютним студійним альбомом — «Wonder». Його реліз відбувся 31 липня 2009 року.

## Дискографія
- 2009: Wonder